# Giuseppe Prinzivalli
Giuseppe Prinzivalli (* um 1931; † 2011 in Palermo) war ein italienischer Richter.
Er war Staatsanwalt in Termini Imerese, Präsident eines Gerichtshofs und Richter am Berufungsgericht in Palermo. Prinzivalli war Richter bei einem der drei großen Mafia-Prozesse (Maxi III), die in den 1980er Jahren in Palermo stattfanden. Während des Prozesses hatten ihn einige Pentiti (= Geständige), die mit der Polizei kooperierten, beschuldigt, finanziellen Zuwendungen durch die Mafia zugänglich (avvicinabile) gewesen zu sein.

## Gerichtsverfahren
Nach einer langen Karriere im Justizdienst war Prinzivalli im Oktober 1993 Gegenstand einer Untersuchung wegen Amtsmissbrauch im Zusammenhang mit seinen Kontakten zur Cosa Nostra. Im Zentrum der Untersuchung stand die Art und Weise, wie er während Maxi III das Verfahren des Gerichts organisiert hatte, was laut der Staatsanwaltschaft von Caltanissetta zu Verzögerungen und Verschleppungen geführt habe. Außerdem wurde ihm vorgeworfen, das sogenannte Buscetto-Theorem in Frage gestellt zu haben. Das Buscetto-Theorem ist „eine juristische Konstruktion, die es ermöglicht, nicht nur die einfachen Killer, sondern auch die Hintermänner zur Rechenschaft zu ziehen“. Außerdem wurde er beschuldigt, Bestechungsgelder und Immobilien angenommen zu haben. Daraufhin wurde er in Caltanissetta zu zehn Jahren Haft verurteilt. Es folgten langwierige Prozesse mit Verurteilungen und Freisprüchen. 2008 stellte das Berufungsgericht von Catania das Verfahren wegen Verjährung ein.
Als das Verfahren damit ohne Urteil endete, war Prinzivalli bereits in Pension. Er verstarb im Alter von 81 Jahren und wurde auf dem Friedhof von Sant’Orsola in Palermo bestattet.